# La Chevauchée de la mort
Pour les articles homonymes, voir The Johnstown Flood.
Pour plus de détails, voir Fiche technique et Distribution.
La Chevauchée de la mort (titre original : The Johnstown Flood) est un film américain réalisé par Irving Cummings, sorti en 1926.
Le film raconte l'histoire de l'héroïsme et du courage des habitants face à la catastrophe provoquée par la rupture d'un barrage qui submerge une petite ville, s'inspirant des faits réels de l'inondation de Johnstown de 1889.

## Fiche technique
- Titre : La Chevauchée de la mort
- Titre original : The Johnstown Flood
- Réalisation : Irving Cummings
- Scénario : Edfrid A. Bingham et Robert Lord, d'après une histoire d'Edfrid Bingham et Robert Lord
- Photographie : George Schneiderman
- Producteur : William Fox
- Société de production : Fox Film Corporation
- Pays de production :  États-Unis
- Langue : Anglais
- Lieu de tournage : Californie
- Format : Noir et blanc — 35 mm — 1,33:1 — Muet
- Genre : Film dramatique
- Durée : 60 minutes
- Dates de sortie : 
  - États-Unis : 28 février 1926

## Distribution
- George O'Brien : Tom O'Day
- Florence Gilbert : Gloria Hamilton
- Janet Gaynor : Anna Burger
- Anders Randolf : John Hamilton
- Paul Nicholson : Joe Hamilton
- Paul Panzer : Joe Burger, père d'Anna
- George Harris : Sidney Mandel jeune
- Max Davidson : David Mandel
- Walter Perry: Pat O'Day
- Sid Jordan : Mullins
- Kay Deslys : Dance Hall Queen
- Clark Gable : figurant
- Florence Lawrence
- Carole Lombard
- George H. Reed

## Statut du film
Des copies du film sont conservées dans le George Eastman Museum, et dans les collections du Johnstown Flood Museum film.